# Saunders-Roe Nautical 6

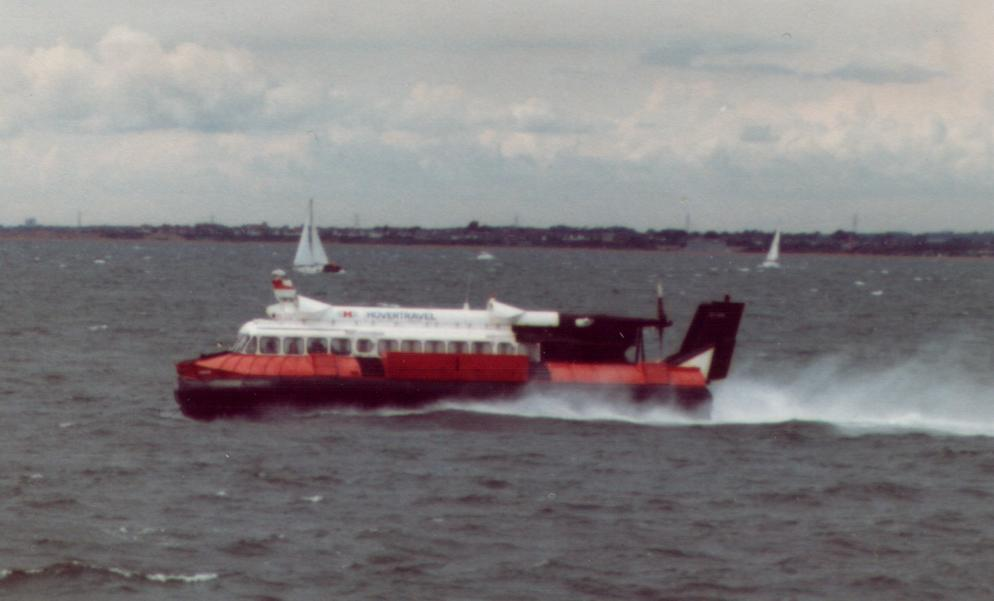
SR.N6 de Hovertravel sur le Solent en 1982

Le Saunders-Roe Nautical 6 (SR.N6) (aussi connu comme la classe Winchester) est un aéroglisseur construit par Saunders-Roe (plus tard British Hovercraft Corporation).
Il est une version plus grande que la série SR.N5 précédemment construite. Il a incorporé plusieurs caractéristiques qui ont abouti à ce qui allait devenir rapidement la conception de l'aéroglisseur le plus produit dans le monde. Par rapport au modèle SR.N5, le SR.N6 Mk.1 a été étiré en longueur, avec plus du double du nombre de sièges. 
Alors que le SR.N2 et le SR.N5 sont exploités en service commercial que de manière artisanale, le SR.N6 a été le premier modèle de production à entrer en service commercial. L'expérience acquise avec ce modèle conduira à la conception du très grand ferry automobile SR.N4, qui n'est plus en service.

## Configuration
Après les premiers essais du prototype, il a été exploité par la compagnie Scandinavian Hovercraft Promotions d'Oslo, en Norvège sous le nom de Scanhover. Il est entré en service en juin 1965 et il a été rejoint plus tard par le 011. Ils effectuaient des liaisons sur un parcours de 120 milles, avec six points d'arrêt, dans la région de Aalesund. Ces embarcations ont ensuite été exploitées entre Aarhus et Kalundborg au Danemark et en février-mars 1966, ils ont également subi avec succès des essais par temps froid en Suède, dans le golfe de Botnie. 
L'augmentation de la longueur du SR.N6 lui a permis d'accueillir 38 passagers au lieu des 18 sur le SR.N5. Il a ensuite été rallongé de nouveau pour accueillir 20 autres passagers. De ce fait, les opérations commerciales du SR.N6 sont alors beaucoup plus viable que toute autre conception d'aéroglisseur précédente. Par la suite, l'augmentation de la capacité de 58 sièges, le Mk.1S est devenu le premier aéroglisseur capable de transporter un nombre de personnes significatif.

## Usage militaire
Des variantes militaires ont vu le service avec la marine italienne, la marine égyptienne, la marine irakienne (Mc 6C), la marine iranienne et les forces armées saoudiennes.

## Usage civil
En 1998, la Garde côtière canadienne a désarmé son dernier SR.N6 qui était en service actif, mis en service sous le code CCGH 045. 

## Survivants
Le prototype original SR.N6 Mk.1 (009) est actuellement exposé au Musée Hovercraft à Lee-on-the-Solent dans l'Hampshire en Angleterre. Avec 22 000 heures de service sur une période de vingt ans, il a été l'aéroglisseur le plus largement exploité dans le monde. Le musée possède plusieurs autres SR.N6 en présentation ou dans divers états de restauration. Un de ces exemplaires est encore opérationnel et parfois utilisé pour les démonstrations. 

## Capacité
Configuration militaire
La classe SR.N6 est capable de transporter 55 soldats entièrement équipés, ou 6 tonnes de matériel.

## Caractéristiques
- SR.N6 Mk. 1S classe Winchester - SR.N6 Mk 8 (en production)
- Designer/Fabricant: Saunders-Roe, (plus tard British Hovercraft Corporation)
- Equipage: 3
- Dimensions 
  - Longueur: 17,78 mètres
  - Largeur: 7,97 mètres
  - Hauteur (sur coussin): 6,32 mètres
- Déplacement pleine charge: 10,9 tonnes
- Propulsion 
  - Moteur: Moteur à turbine à gaz
  - Puissance: 1 moteur à turbine Rolls-Royce Gnome 1 050 chevaux pour sustentation et propulsion
  - Hélices: 1 hélice à pas variable, quatre pales Dowty Rotol
- Performance 
  - Vitesse: 50 nœuds - 90 km/h
  - Rayon d'action: entre 170 milles marins (315 km) à 30 nœuds (56 km/h)
- Capacité militaire: 55 soldats entièrement équipés ou 6 tonnes de matériel
- Armes 
  - Mitrailleuse de 7,62 mm.
  - Missiles filoguidés surface/surface montés sur les plates-formes latérales.